# Quiscalus mexicanus

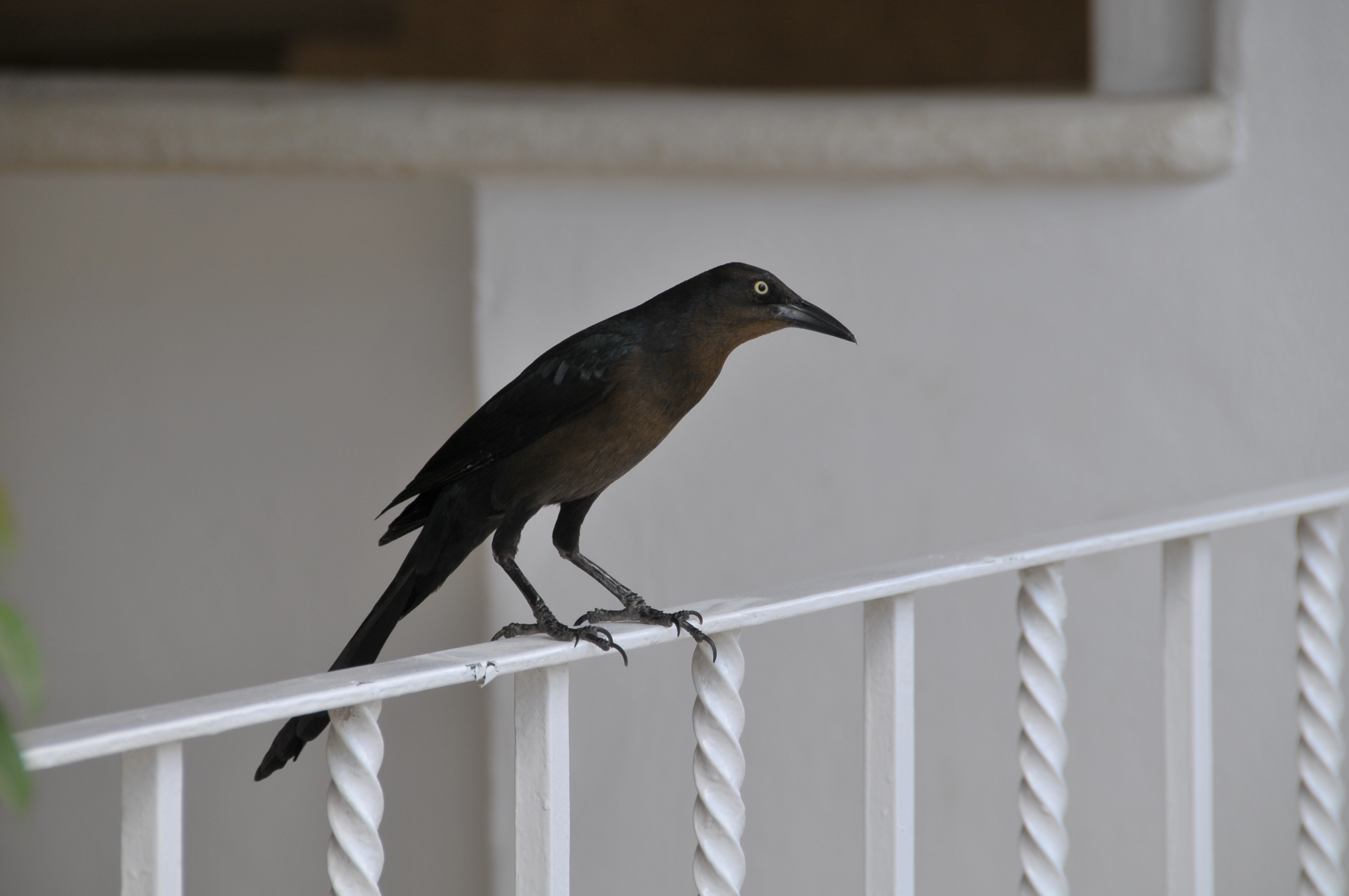
Quiscalus mexicanus em uma grade

A Maria-mulata ou Iraúna mexicana (Quiscalus mexicanus) é uma ave passeriforme de tamanho médio e altamente social, nativa da América do Norte e do Sul. No México é conhecido como chanate ou zanate. Membro da família Icteridae, é uma das dez espécies existentes de grackle (Iraúna).  Às vezes é erroneamente referido como "melro" no sul dos Estados Unidos,  embora os melros pertençam a outros gêneros, como Euphagus. Da mesma forma, é frequentemente chamado cuervo ("corvo") em áreas do México devido à sua plumagem preta brilhante, embora não seja um membro do gênero Corvus , nem mesmo da família Corvidae.

## Descrição
A Maria-mulata possui um tamanho médio (maiores que estorninhos e menores que corvos; 38 cm - 46 cm com machos pesando 203 grama - 265 gramas e fêmeas entre 115 gramas - 142 gramas e ambos os sexos têm caudas longas. Os machos são pretos iridescentes com um brilho azul-púrpura nas penas da cabeça e da parte superior do corpo, enquanto as fêmeas são marrons com asas e cauda mais escuras. Adultos de ambos os sexos têm olhos amarelos brilhantes, enquanto os jovens de ambos os sexos têm olhos castanhos e plumagem marrom como as fêmeas (exceto as estrias no peito). Esta espécie, particularmente os machos adultos, têm uma cauda em forma de quilha que pode dobrar verticalmente alinhando as duas metades. A Maria-mulata e a Iraúna-de-cauda-de-barco foram considerados a mesma espécie até as análises genéticas os distinguirem como duas espécies separadas.

## Distribuição e habitat
A Maria-mulata originou-se a partir das planícies tropicais da América Central e do Sul, mas evidências históricas de Bernardino de Sahagún mostram que os astecas, durante o tempo do imperador Ahuitzotl, introduziram a Maria-mulata de sua terra natal na costa do Golfo do México. A capital asteca de Tenochtitlan, no vale montanhoso do México, provavelmente usava suas penas iridescentes para decoração. Nos tempos mais recentes, a Maria-mulata expandiu sua área de criação em mais de 5500%, movendo-se para o norte na América do Norte entre 1880 e 2000, seguindo corredores urbanos e agrícolas. Sua faixa atual se estende do noroeste da Venezuela e oeste da Colômbia e Equador no sul, até Minnesota no norte, Oregon, Idaho e Califórnia no oeste, e Flórida no leste, com vagantes ocorrendo no extremo norte. como o sul do Canadá .Seu habitat para forrageamento está no terreno em áreas claras, como pastagens, pântanos e manguezais.

## Dieta
A Maria-mulata é conhecida por seus diversos hábitos de forrageamento. Populações enormes extraem larvas e insetos de áreas gramadas; coma lagartos, filhotes e ovos; forragem em terras recém-aradas; removem parasitas do gado; e comem frutas (por exemplo, bananas, etc) e grãos (milho, etc). Eles viram objetos para procurar comida por baixo, incluindo crustáceos, insetos e minhocas, caçam girinos e peixes ao entrar em águas rasas e, embora não nadem, pescam voando perto da superfície da água, e são relatados até mergulhos de alguns centímetros na água para  capturar um peixe. Eles também são conhecidos por pegar insetos mortos nas placas de carros estacionados, e matar andorinhas de celeiro enquanto voam.

## Comportamento
As populações de Maria-mulata costumam pousar comunitariamente em árvores ou nos juncos das zonas úmidas à noite e, durante a estação reprodutiva, aninham-se em territórios usando três estratégias diferentes de acasalamento: 1) machos territoriais defendem seu território no qual muitas fêmeas colocam seus ninhos e criam jovens, 2) residenciais os machos vivem na colônia maior, mas não defendem um território ou têm companheiros, e 3) os machos transitórios ficam alguns dias antes de deixar a colônia, provavelmente passando para outra colônia. Machos residentes e transitórios geram um pequeno número de filhos através de copulações de pares extras com fêmeas em territórios. Os machos territoriais são mais pesados e têm caudas mais longas do que os machos não territoriais, e essas duas características estão associadas a ter mais filhos.